# Schloss Kittlitztreben

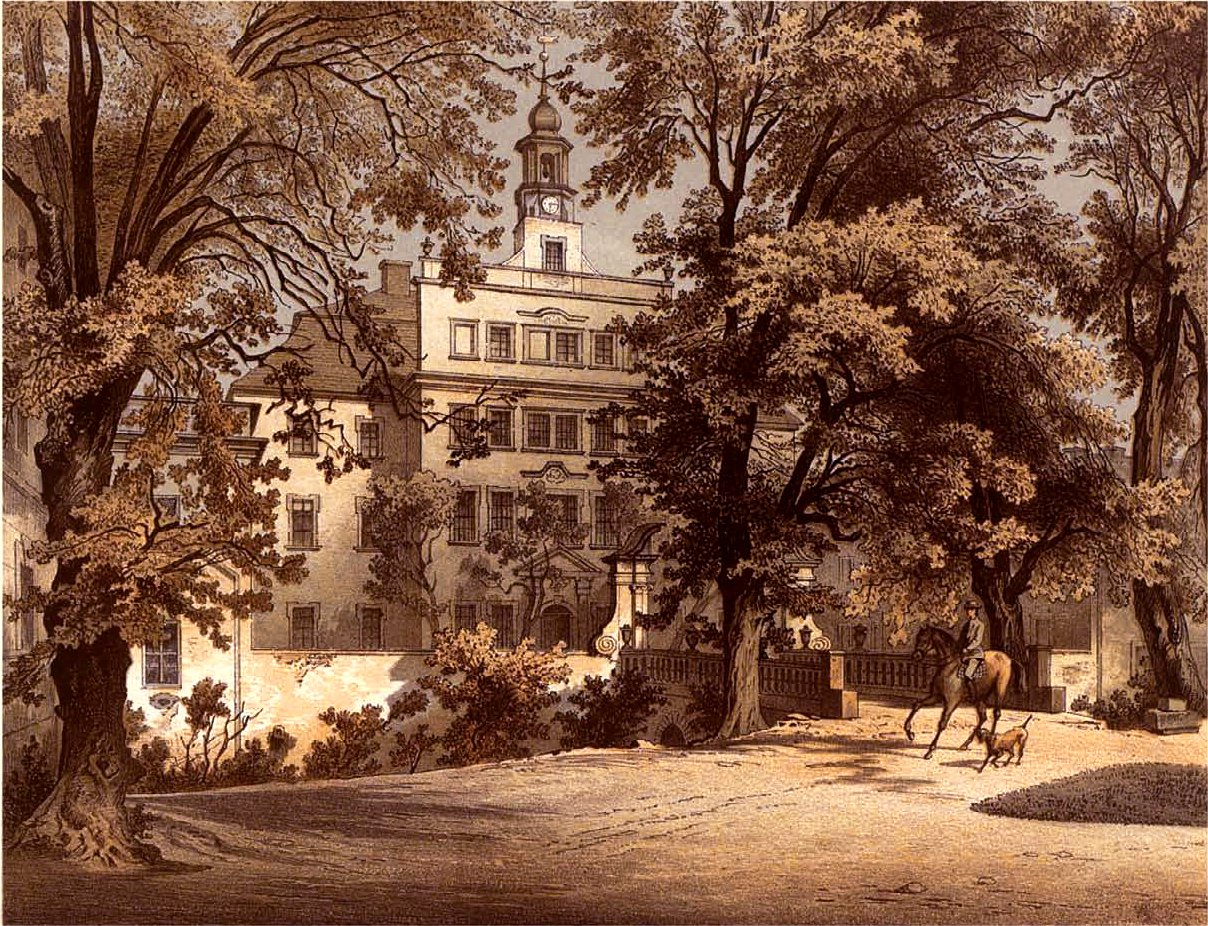
Schloss Kittlitztreben Mitte des 19. Jahrhunderts

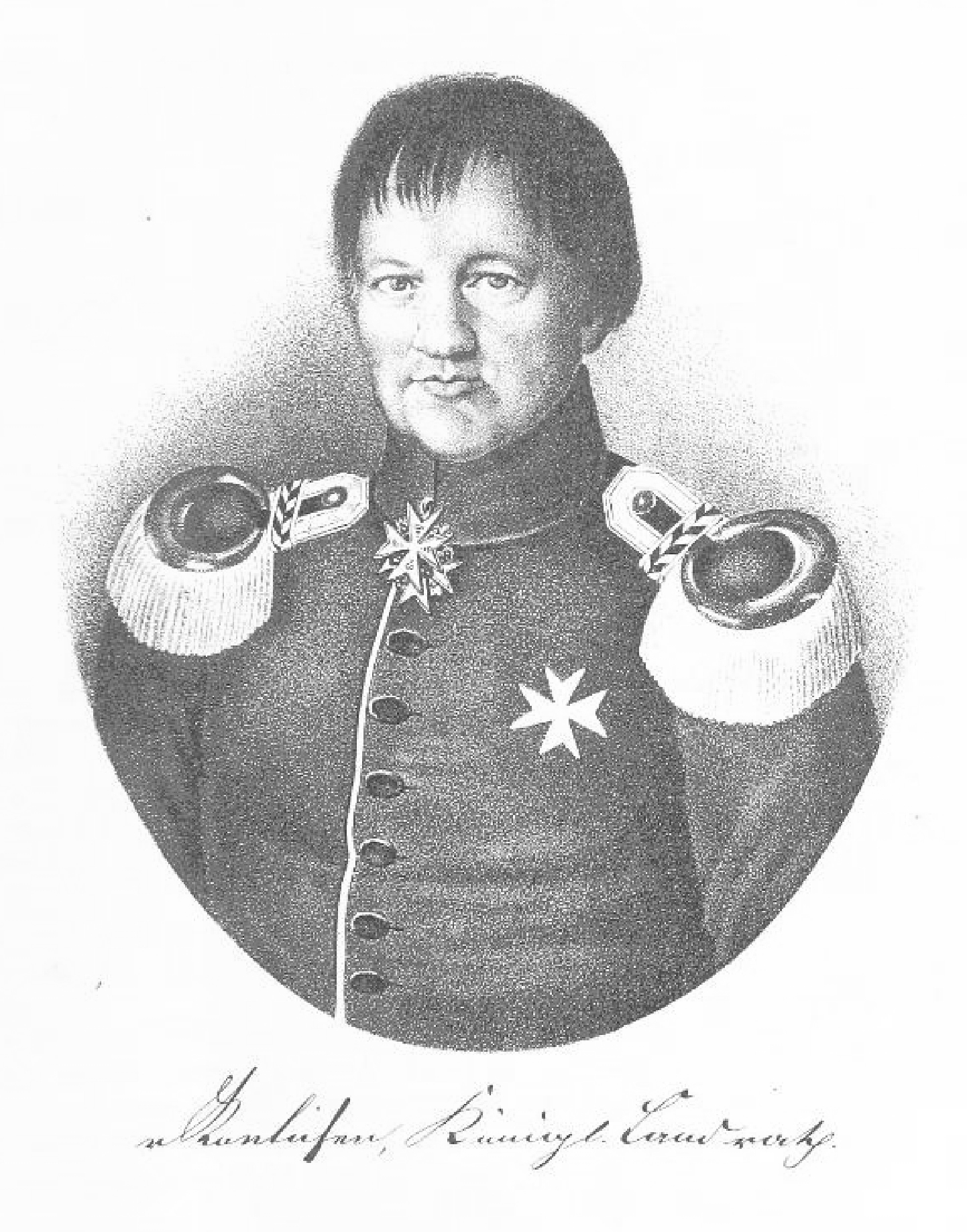
Landrat Albrecht Ernst von Kölichen, seit 1805 Gutsherr auf Kittlitztreben, Major a. D.

Schloss Kittlitztreben (polnisch Pałac w Trzebieniu) war ein Schloss in Kittlitzreben im niederschlesischen Kreis Bunzlau. Bei Kriegsende 1945 wurde es zerstört. Die Schlossruine gehört zur Landgemeinde Bolesławiec (deutsch: Bunzlau) im Powiat Bolesławiecki der Woiwodschaft Niederschlesien in Polen.

## Geschichte
Ein erstes Schlossgebäude wurde für das Adelsgeschlecht Bibran erbaut, wobei ein Gebäudekern eines vorher bestehenden Baus der Spätrenaissance weiter verwendet wurde. Das Schloss wurde 1608 fertiggestellt, wie eine Bautafel belegt. 1604 verkauften die von Bibran Bereiche des Anwesens an Fabian von Zedlitz. Weitere Teil-Eigentümer in der ersten Hälfte des 17. Jahrhunderts waren Caspar von Senden, Gottfried von Gersdorff und dessen Erbin Dorothea von Schellendorf. Im Jahr 1642 zerstörte ein Brand das Schloss vollständig. Bereiche des Gutsbesitzes verblieben in der Hand der von Bibran, denn ab 1717 ließ Benjamin von Bibran zu Altöls und Urbanstreben das Schloss einstöckig und mit Turm neu erbauen. 1722 ging das Anwesen via Kauf kurz an Christoph Friedrich zu Stolberg-Stolberg, der mit einer Tochter des Hauses, Henriette Katharina von Bibran und Modlau (1680–1748), verheiratet war. Ihnen folgten die Grafen von Hochberg, zuerst 1727 Hans Heinrich III. zu Hochberg-Rohnstock
Anfangs 19. Jahrhundert gelangte die briefadelige Familie von Kölichen (auch Koelichen) in den Besitz des Gutsanwesens. Käufer war der Landrat Albrecht Ernst von Kölichen, Major a. D. Namhafter späterer Nachfolger wurde der Politiker und Deichhauptmann Friedrich von Kölichen. Er bestimmte den Güterkomplex zum Familienfideikommiss und vererbte es an seinen Sohn, Hauptmann d. Luftwaffe d. R. Heinrich von Kölichen (1890–1940), dem dessen Ehefrau Dorothea von Daehne (1893–1969) folgte. 1937 bestand die Herrschaft Kittlitztreben aus drei Gütern, Kittlitztreben, Altöls und Urbanstreben, Gesamtfläche 2640 ha. Hinzu kamen noch Flächen des Gutes Kroischwitz, 190 ha, amtlich eingetragen auf die von Kölichensche Erben. Der vorgesehene Erbe und älteste Sohn Ernst-Albrecht von Kölichen ist seit 1943 vermisst. Alle Nachfahren lebten danach in Bayern.